# Arkansas Governor's Mansion
L'Arkansas Governor's Mansion è la residenza ufficiale del Governatore dell'Arkansas e della sua famiglia. Situata al 1800 Center Street a Little Rock, è inclusa nel Governor's Mansion Historic District, un distretto che è incluso nella lista del National Register of Historic Places.
Prima del 1950, lo stato dell'Arkansas non aveva una residenza ufficiale per il proprio governatorato.